# Alegunda Ilberi
Alegunda Ilberi (geboren 1695 in Bedum; gestorben im Januar 1740 in Groningen) war eine niederländische pietistische Dichterin.

## Leben
Alegunda Ilberi wurde 1695 in Bedum geboren. Sie war die Tochter des Schulmeisters in Bedum Theodorus Ilberi (gestorben 1742) und Anna Conradi (1662–1731) und wuchs in einer recht wohlhabenden Familie auf. Ihr Vater war bis zu seinem Tod im Jahr 1742 der Schulmeister, Küster und Kämmerer von Bedum. Ihre Mutter stammte aus einer Predigerfamilie, ihr Vater war der Pfarrer von Bedum. Es ist nicht bekannt, ob sie Geschwister hatte, allerdings wurde in der Walfriduskirche in Bedum ein Grabstein gefunden, auf dem der Tod von Johannes Ilberi im Jahr 1744 „int 46 jaar syns Ouderdoms“ erwähnt wird. Dies könnte ein Bruder von Alegunda Ilberi gewesen sein. Am 24. Oktober 1717 heiratete Alegunda Ilberi in Leek den Pfarrer von Leek, Albertus Alberthoma (1687–1728). Seine Familie stellte zwischen 1600 und 1801 vierzehn Pfarrer in den Provinzen Friesland und Groningen. Später trat er Stellen in Emden, Leeuwarden und Groningen an. Aus dieser Ehe gingen neun Kinder hervor, von denen vermutlich fünf jung starben.
Die Familie zog im Jahr 1728 nach Emden in Deutschland, das seit dem späten 16. Jahrhundert eine reformierte Hochburg war. Ihr neuntes Kind wurde dort 1730 geboren. In dem Jahr soll in Emden ein Gedicht von Alegunda Ilberi erschienen sein. „Der Welt seliger Heiland erwartet, kommt und umarmt selig.“ Eine Kopie des Gedichts ist nicht bekannt. Er war in ihrer ersten Sammlung aus dem Jahr 1736 „Verademingen eener moede ziele in de woestyne dezer wereld“ enthalten. Für diese Sammlung schrieb ihre Tochter Anna Christina ein Schwellengedicht. Bereits vor der Veröffentlichung dieser Sammlung hatte Alegunda Ilberi Gelegenheitsgedichte verfasst, wie aus dem Manuskript einer Elegie auf den Tod ihrer Cousine Geertruyt Justina Coegelen und aus dem ältesten erhaltenen gedruckten Gedicht aus dem Jahr 1733 über die Hochzeit des Statthalters Willem Karel Hendrik Friso und Anna van Hannover hervorgeht. Dieses Gedicht wurde veröffentlicht, als das Paar in Leeuwarden, einem Zentrum erbaulicher Poesie, lebte. Dort waren zu der Zeit auch Jetske Reinou van der Malen und Magdalena Pollius tätig. Mit ihnen und anderen pietistischen Glaubensbrüdern und Schwestern traf sich Alegunda Ilberi wöchentlich zu sogenannten Konventikeln, außerkirchlichen religiösen Zusammenkünften, im Haus von Everhardina van Heert und ihrem Ehemann Philippus van Vierssen, Ratsherr von Friesland. Sie tauschten Gedanken über das Wort Gottes aus und sangen erbauliche Lieder. Auch die Gedichte Ilberis wurden dort vermutlich vorgetragen, denn sie schrieb, dass andere aus ihren Worten Nutzen gezogen hätten.
Dies deutet darauf hin, dass ihre Mitgläubigen ihre Verse kannten, bevor sie gedruckt wurden. In ihrer ersten Sammlung richtet die Dichterin ihren Blick ganz auf diese Glaubensbrüder, denn die Verademingen sind in der für Pietisten charakteristischen kanaanäischen Sprache verfasst. Alegunda Ilberi sah es als ihre Pflicht an, auch als Frau über ihre religiösen Erfahrungen zu schreiben. Dies war in pietistischen Kreisen nicht ungewöhnlich, eine Rechtfertigung dafür gab sie dennoch: Wie zwei Dichter der Schwelle bezog sie sich ausdrücklich auf biblische Frauen als „Mithelferinnen“ der Apostel und als Dichterinnen von Hymnen. Diese und ihre nächste Sammlung erhielten auch die kirchliche „Anerkennung“ der friesischen Pfarrer Fennema und Reen, die ihre erbaulichen Absichten ebenso lobten wie ihre poetische Begabung.
Ihre zweite Sammlung „De gouden keten der goddelyke waarheden“ erschien 1738. In ihr geht Ilberi einen Schritt weiter. Sie versucht, theologische Fragen in einem „System“ von Fragen und Antworten verständlich zu machen. Diese entstand in Groningen und sie schildert ihre eigene  Vision und wendet sich in einer religiösen Polemik an ihre Glaubensbrüder in Leeuwarden. Da eine solche Einmischung in religiöse Angelegenheiten für Frauen unüblich war, lässt dies darauf schließen, dass sie in der religiösen Gemeinschaft von Leeuwarden eine wichtige Rolle spielte. Ihr Gedicht aus dem Jahr 1737 „Hertelyke wenschingen en dankbetuigingen aan de laatste gemeente der stad Leeuwarden“ lässt den Rückschluss zu, dass ihr der Abschied aus Leeuwarden sehr schwergefallen war. Sie befürchtete, ihre wöchentlichen Treffen zu vermissen. Auch von ihrem im Jahr 1739 erschienenen Heidelberger Katechismus in Reimform ist keine Abschrift überliefert.
Alegunda Ilberi starb im Januar 1740 in Groningen.